# National Hockey League
National Hockey League (NHL) ili Ligue nationale de hockey (LNH) profesionalno je hokejaško natjecanje koje obuhvaća 24 američkih i 7 kanadskih klubova. NHL spada među „četiri velika” angloamerička natjecanja, ↓b a kakvoćom same igre daleko nadilazi sve ostale lige svijeta. Iako je izvršno tijelo osnovano 1917. u Montréalu, današnje sjedište nalazi se u New Yorku. Pobjedničkoj momčadi svake sezone uručuje se Stanleyjev kup, najstariji trofej sjevernoameričkog svijeta namijenjen osvajačima nekog tamošnjeg profesionalnog natjecanja. ↓c
Pridjev „national” (državna) u imenu lige označava Kanadu. Naime, momčad Bostona priključila se tek 1924. kao prva s američkog tla. Osim toga, kanadski igrači oduvijek su brojčano prevladavali u natjecanju, uključujući i posljednjih nekoliko desetljeća tijekom kojih dolazi do velikog priljeva Europljana. Broj klubova postupno se povećavao od 4 u sezoni 1917./18. do današnjih 31; „Vitezi” Las Vegasa pristupili su najjačoj ligi svijeta dva mjeseca prije njenog stotog rođendana, i to uz velike uspjehe, što je povijesni raritet za momčad u prvoj sezoni. Montréal Canadiens je najuspješniji klub s 24 osvojena Stanleyjeva kupa. Henri Richard osvojio je rekordnih 11 Kupova u dresu ponosa frankofone Kanade. Wayne Gretzky najbolji je igrač u povijesti, dok je takvu čast teže pripisati samo jednom vrataru.

## Povijest
National Hockey Association (NHA) izravni je „predak” NHL-a. Prva sezona NHA-a započela je u siječnju 1910., a po dvokružnom sustavu natjecalo se sedam klubova, od čega tri iz Montréala. Jedan od njih, Wanderers, nadmoćno uzima titulu, dok Les Canadiens završava na začelju. Sezona 1913./14. bila je znamenita po dva događaja: momčad Toronta nadvisila je Canadiense u prvom doigravanju u kratkoj povijesti lige (zbog istog broja bodova), da bi zatim bila bolja i od „Aristokrata” iz Victorije, prvaka konkurentskog natjecanja, u borbi za Stanleyjev kup. Međusobni sraz pobjednikâ svojih liga ostao je na snazi do 1926. kada posljednji put jedna momčad izvan NHL-a konkurira za osvajanje tog prestižnog pehara. Predsjednici četiriju klubova istupaju iz NHA-a po isteku sezone 1916./17. i osnivaju vlastito natjecanje, ostavivši tako omraženog predsjednika Torontovih „Plavokošuljaša” na čelu jedine preostale momčadi prvenstva. Novu četveročlanu ligu osnivaju i nazivaju NHL-om na sastanku u Montréalu 26. studenog 1917.

### Početci NHL-a
Prva četiri kluba u NHL-u bila su: Montréal Canadiens, Montréal Wanderers, Ottawa Senators i Toronto, bez nadimka u toj sezoni zbog sudskih sporova vodstva NHL-a s Eddiejem Livingstoneom, ogorčenim predsjednikom kluba. Njihova momčad sklepana je ponajviše od igrača Québec Bulldogsa, kluba koji je prinudno otkazao nastupe tijekom prvih nekoliko sezona. U siječnju 1918. Wanderersima dvorana izgara do temelja pa liga ostaje na samo tri kluba. Momčad Toronta osvojila je naslov pobijedivši Canadiense ukupnim rezultatom od 10 : 7 nakon dvije utakmice, a zatim i Stanleyjev kup pobjedom od 3 : 2 u utakmicama nad „Milijunašima” iz Vancouvera. Dvije od pet utakmica završne serije odigrane su sa starinskih sedam igrača na ledu po sastavu na zahtjev potonjih. Upravo je NHA, čiji je ustroj NHL u potpunosti preslikao, zauvijek izbacio tzv. rovera, šestog igrača u polju, iz igre. Uskoro i sve ostale lige poručuju klubovima da, uz vratare, na ledu ima mjesta samo za petoricu igrača po sastavu: dva braniča, dva krila i jednog centra.
I sljedeću sezonu iznijela su do kraja samo tri kluba, da bi se 1919. Torontu, Ottawi i Canadiensima napokon priključila momčad Québeca. Prvo proširenje lige dogodilo se pred početak sezone 1924./25.; na scenu stupaju Montréal Maroons i Boston Bruins, prva američka momčad u NHL-u. Canadiensi pobjeđuju Toronto u doigravanju NHL-a, no gube od momčadi Victorije iz konkurentske, pacifičke lige, u borbi za Kup lorda Stanleyja. Taj događaj označio je ujedno posljednji put da momčad izvan NHL-a osvaja taj trofej, jer dogodine „Pume” gube, a njihovo se natjecanje gasi. NHL uskoro biva pogođen Velikom depresijom; brojni klubovi napuštaju matične gradove ili propadaju. Momčad Canadiensa umalo je odselila u Cleveland zbog nagomilanih dugova, ali odlazak velikana iz kolijevke NHL-a kupnjom kluba spriječila su trojica mjesnih dobročinitelja, među kojima i Joe Cattarinich (Josip Katarinić, potomak istoimenog Lošinjanina). Krahom bruklinskih „Amerikanaca”, netom nakon sezone 1941./42., liga ostaje na šest istih klubova sve do 1967. godine.